# 5.º distrito local de Baja California
El 5.º distrito electoral local de Baja California es uno de los 17 distritos electorales en los que se encuentra dividido el territorio del estado de Baja California. Su cabecera es Mexicali.
Desde el proceso de redistritación de 2015, tras las elecciones de 2019, estará situado en el municipio de Mexicali, específicamente la zona oeste y sur, cubriendo poblados como San Felipe..

## Distritaciones anteriores

### Distritación 1953
Originalmente, el 5.º distrito correspondió al municipio de Tijuana. 

### Distritación 1962
En 1962, la cabecera distrital se mueve a la capital del estado, Mexicali.

### Distritación 1965
En 1968, el distrito es trasladado a Ensenada.

### Distritación 1968
Tres años después, de nueva cuenta forma parte del municipio de Mexicali, lugar que sería su cabecera distrital hasta 2019.

## Diputados electos
| Municipio | Legislatura | Diputado                       | Partido |
| --------- | ----------- | ------------------------------ | ------- |
| Tijuana   | I           | Genaro Castro Gessenius        |         |
| Tijuana   | II          | Guillermo Caballero Sosa       |         |
| Tijuana   | III         | Ignacio Corona Ruesga          |         |
| Mexicali  | IV          | Carlos Enrique Ainslie Fimbres |         |
| Ensenada  | V           | Elpidio Berlanga de León       |         |
| Mexicali  | VI          | Roberto Olivas Córdova         |         |
| Mexicali  | VII         | Rodolfo Fierro Márquez         |         |
| Mexicali  | VIII        | Salvador Solorio Aguilar       |         |
| Mexicali  | IX          | Rodolfo Solorio Alvarado       |         |
| Mexicali  | X           | Oscar Garzón Garate            |         |
| Mexicali  | XI          | Rodolfo Fierro Márquez         |         |
| Mexicali  | XII         | Rubén Tovar Carranza           |         |
| Mexicali  | XIII        | Gregorio Lara Guereña          |         |
| Mexicali  | XIV         | Rodolfo Fierro Márquez         |         |
| Mexicali  | XV          | Juan Jesús Algravez Uranga     |         |
| Mexicali  | XVI         | Sergio Avitia Nalda            |         |
| Mexicali  | XVII        | Everardo Ramos García          |         |
| Mexicali  | XVIII       | Guillermo Aldrete Haas         |         |
| Mexicali  | XIX         | Carlos Alonso Angulo Rentería  |         |
| Mexicali  | XX          | Gregorio Carranza Hernández    |         |
| Mexicali  | XXI         | Alberto Martínez Carrillo      |         |
| Mexicali  | XXII        | Andrés de la Rosa Anaya        |         |
| Mexicali  | XXIII       | Juan Manuel Molina García      |         |
| Mexicali  | XXIV        | Juan Manuel Molina García      |         |
| Mexicali  | XXV         | Juan Manuel Molina García      |         |